# Tufão

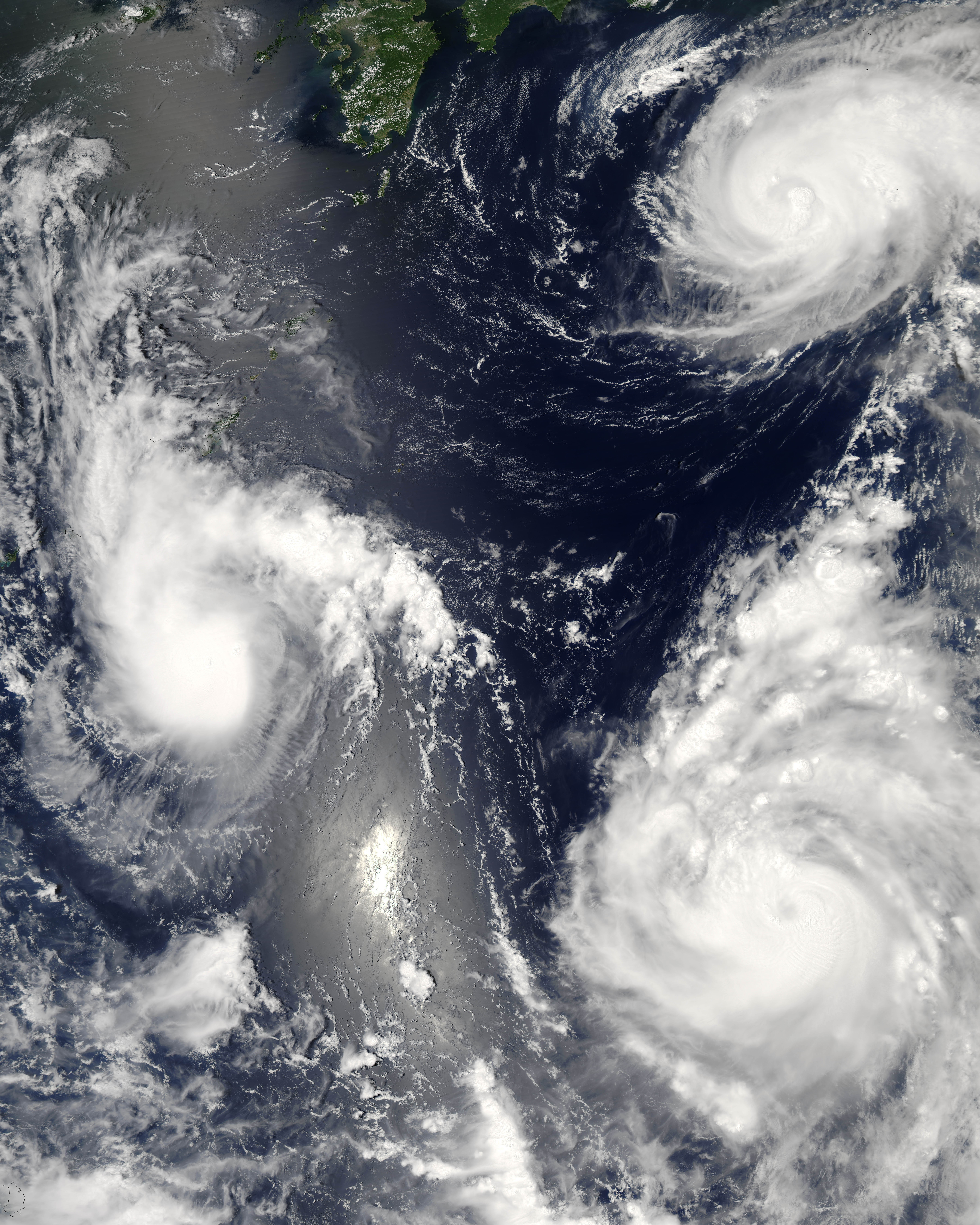
Três diferentes ciclones tropicais ativos no Oceano Pacífico Ocidental em 7 de agosto de 2006 (Maria, Bopha e Saomai). Os ciclones na parte inferior e superior direita são tufões.

Um tufão é um ciclone tropical maduro que se desenvolve entre 180 ° e 100 ° L no hemisfério norte. Essa região é conhecida como Bacia do Noroeste do Pacífico, e é a bacia de ciclones tropicais mais ativa da Terra, respondendo por quase um terço dos ciclones tropicais anuais do mundo. Para fins organizacionais, o norte do Oceano Pacífico é dividido em três regiões: a oriental (América do Norte a 140 ° O), central (140 ° O a 180 °), ocidental (180 ° a 100 ° L). O Centro Meteorológico Especializado Regional (RSMC) para previsões de ciclones tropicais está no Japão, com outros centros de alerta de ciclones tropicais para o noroeste do Pacífico no Havaí (o Joint Typhoon Warning Center), as Filipinas e Hong Kong. Enquanto a RSMC nomeia cada sistema, a lista de nomes principais é coordenada entre 18 países que têm territórios ameaçados por tufões a cada ano. [2] Um furacão é uma tempestade que ocorre no Oceano Atlântico ou no nordeste do Oceano Pacífico, um tufão ocorre no noroeste do Oceano Pacífico e um ciclone tropical ocorre no Pacífico Sul ou no Oceano Índico.
No noroeste do Pacífico, não há estações oficiais de tufões, à medida que os ciclones tropicais se formam ao longo do ano. Como qualquer ciclone tropical, existem alguns requisitos principais para a formação e desenvolvimento de tufões: (1) temperaturas da superfície do mar suficientemente quentes, (2) instabilidade atmosférica, (3) alta umidade nos níveis mais baixos a intermediários da troposfera, (4) efeito Coriolis suficiente para desenvolver um centro de baixa pressão, (5) um foco ou perturbação de baixo nível preexistente, e (6) um baixo cisalhamento vertical do vento. Enquanto a maioria das tempestades se forma entre junho e novembro, algumas tempestades ocorrem entre dezembro e maio (embora a formação de ciclones tropicais seja mínima durante esse período). Em média, o noroeste do Pacífico apresenta os ciclones tropicais mais numerosos e intensos do mundo. Como outras bacias, elas são dirigidas pela cordilheira subtropical em direção ao oeste ou noroeste, com alguns sistemas recuando próximo e a leste do Japão. As Filipinas recebem o peso das terras, com a China e o Japão sendo impactados um pouco menos. Alguns dos tufões mais mortíferos da história atingiram a China. O sul da China tem o maior registro de impactos de tufões na região, com uma amostra de mil anos via documentos dentro de seus arquivos. Taiwan recebeu o mais chuvoso tufão já registrado das bacias de ciclones tropicais no noroeste do Pacífico.

## Etimologia
O termo tufão é o nome regional no noroeste do Pacífico para um ciclone tropical grave (ou maduro), [3] ao passo que o furacão é o termo regional no nordeste do Pacífico e no norte do Atlântico. [4] Em outros lugares, isso é chamado de ciclone tropical, ciclone tropical grave ou tempestade ciclônica severa.
O Oxford English Dictionary [6] cita Urdu ṭūfān e tai fung chinês, dando origem a várias formas antigas em inglês. As formas mais antigas - "touffon", mais tarde "tufan", "tuffon" e outras - derivam do urdu ṭūfān, com citações já em 1588. De 1699 aparece "tuffoon", mais tarde "tiffoon", derivado do chinês com ortografia. influenciada pelas formas derivadas do Urdu mais antigo. O "tufão" de datação moderna data de 1820, precedido por "tay-fun" em 1771 e "ty-foong", todos derivados do tai fung chinês.
A palavra fonte Urdu توفان ṭūfān ("tempestade violenta"; cognato de Hindi तूफ़ान (tūfān)) vem do persa (persa: توفان / طوفان tūfān que significa "tempestade" que vem do verbo (persa: توفیدن / طوفیدن Tūfīdan (persa: توفیدن / طوفیدن, "rugir, soprar furiosamente"). [Carece de fontes?] A palavra طوفان (ṭūfān) também é derivada do árabe como vindo de ṭāfa, para girar.
A fonte chinesa é a palavra tai fung ou taifeng (chinês simplificado: 台风; chinês tradicional: p; pinyin: táifēng). A palavra japonesa moderna, 台風 (た い ふ う, taifuu), também é derivada do chinês. O primeiro caractere é normalmente usado para significar "pedestal" ou "stand", mas na verdade é uma simplificação do antigo caractere chinês 颱, que significa "tufão"; Assim, a palavra originalmente significava "vento de tufão".
O grego antigo (υφῶν (Typhôn, "Typhon") não é independente e contaminou secundariamente a palavra. [7] O termo persa pode originalmente ter sido influenciado pela palavra grega.